# Amblycirrhitus pinos
Amblycirrhitus pinos is een  straalvinnige vissensoort uit de familie van koraalklimmers (Cirrhitidae). De wetenschappelijke naam van de soort is voor het eerst geldig gepubliceerd in 1927 door Mowbray.